# Vakfıkebir
Vakfıkebir est une ville et un district de la province de Trabzon dans la région de la mer Noire en Turquie.

## Histoire
On ne sait pas quand Vakfıkebir est exactement construit. Cependant, on sait qu'il s'est bâti à l'époque très ancienne. Les habitants de Vakfıkebir ont vu les époques d'Hittites, de Perses, de Rome, de Byzance, de Ponts, d'Ottomans. Mehmet II le conquit en 1461. Donc après cet évènement, avec les migrations des tribaux turcs, ce district est devenu une région musulmane. En 1916, la Russie l'envahit. Ce district s'est libéré en 1918 par l'armée turque. De ce fait, Vakfıkebir a soutenu toujours le mouvement d'Atatürk au cours de la guerre d'indépendance.
Vakfıkebir s’appelle en plus "Büyük Liman" (Le Grand Port) grâce à sa position stratégique commerciale. Vakfıkebir doit son nom à Gülbahar Hatun qui est la mère de Yavuz Sultan Selim. Elle dédia une vaste endroit pour bienfaisance. On dit jadis cela "Vakıf" et "Kebir" veut dire en Arabe "grand".